# Wildpark Hundshaupten
Koordinaten: 49° 43′ 1,2″ N, 11° 13′ 48″ O
Der Wildpark Hundshaupten ist eine Tierparkanlage bei Hundshaupten, einem Ortsteil von Egloffstein im Landkreis Forchheim.
Der Wildpark erstreckt sich auf einem 40 Hektar großen Gelände, davon sind 36 Hektar bewaldet. Er liegt über rund 100 Höhenmeter verteilt an den Hängen des Hüllergrabens. Dieser wird im Gelände mehrfach aufgestaut und zur Fischzucht verwendet. Innerhalb des Wildparks ragen auch einige markante Felsgebilde, wie der Teufelsturm, der Geldstein und der Breite Stein heraus. Von letzteren bietet sich eine Aussicht über das Hüllergrabental und auf das Schloss Hundshaupten. Außer den Tiergehegen befinden sich auf dem Gelände eine Gaststätte und mehrere Sozialgebäude. Die größten gezeigten Tiere sind Wisente und Elche. Auf einer höher gelegenen Wiese werden sonntags Greifvogelschauen gezeigt.

## Geschichte

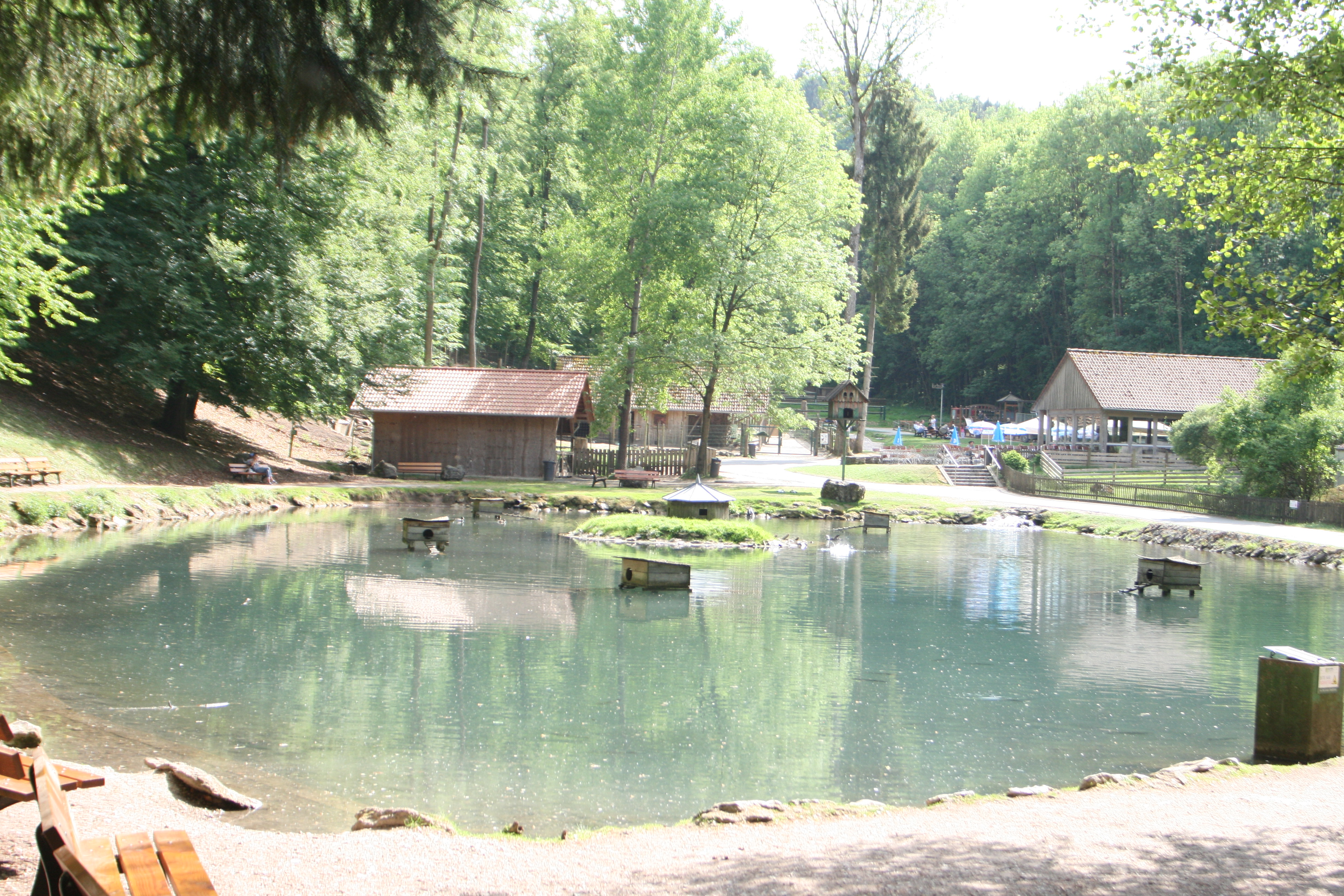
Der Große Weiher im Wildpark Hundshaupten

Die Idee, aus der forstwirtschaftlich nicht besonders wertvollen Gegend einen Wildpark zu machen, stammt von Freifrau Gudila von Pölnitz und wurde im Jahr 1971 mit dem damaligen „Natur- und Wildpark Hundshaupten“ realisiert. Die Familie derer von Pölnitz ist seit dem 17. Jahrhundert ansässig und verfügte über größere Wald- und Wiesenflächen.
In einer wegen seiner vielen Steilhänge forstwirtschaftlich eher unrentablen Waldabteilung wurde zunächst Rot- und Damwild zur Besichtigung für die Öffentlichkeit freigegeben. Im Unterschied zu herkömmlichen Zoos wollte man damals das Wild nicht nur innerhalb kleinerer Umzäunungen zeigen, sondern es eher großflächig, wie im natürlichen Lebensraum präsentieren. Das ca. 40 ha große Gelände, davon 36 ha Wald, machten dies möglich. Im Laufe der Jahre kamen schließlich immer mehr Tierarten, wie Wildschweine, Mufflons, Steinböcke, Gämsen und Wisente hinzu.
Im Jahr 1991 schenkte Gudila von Pölnitz den Wildpark Hundshaupten, das Schloss, das Forsthaus sowie den land- und forstwirtschaftlichen Grundbesitz dem Landkreis Forchheim. Das Schloss Hundshaupten, das Forsthaus und Teile des Grundbesitzes gingen 2005 zurück in den Familienbesitz, an Freiherrn Heinrich von Pölnitz. Der Landkreis Forchheim ist weiter Eigentümer und Betreiber des Wildparks und auch eines Teils der Grundstücke im Umgriff des Parks.
Im Jahr 2010 wurde ein Luchsgehege und im Jahr 2012 ein Wolfgehege neu errichtet.
Der Landkreis hat bisher vor allem in Betriebseinrichtungen und in neue Gehege investiert. Eine Scheune, ein Sozialgebäude für das Personal sowie ein neues Kassenhaus und die Gaststätte wurden errichtet. Die jüngsten Projekte in Hundshaupten sind das „Grüne Klassenzimmer“ und ein barrierefreier Eingang.

## Tierbestand
Neben den wilden Mitbewohnern wie Feuersalamander und Eichhörnchen bietet der Wildpark einen Einblick in die heimische Flora und Fauna. Mehr als 40 heimische und seltene Tierarten werden in den Anlagen gezeigt.

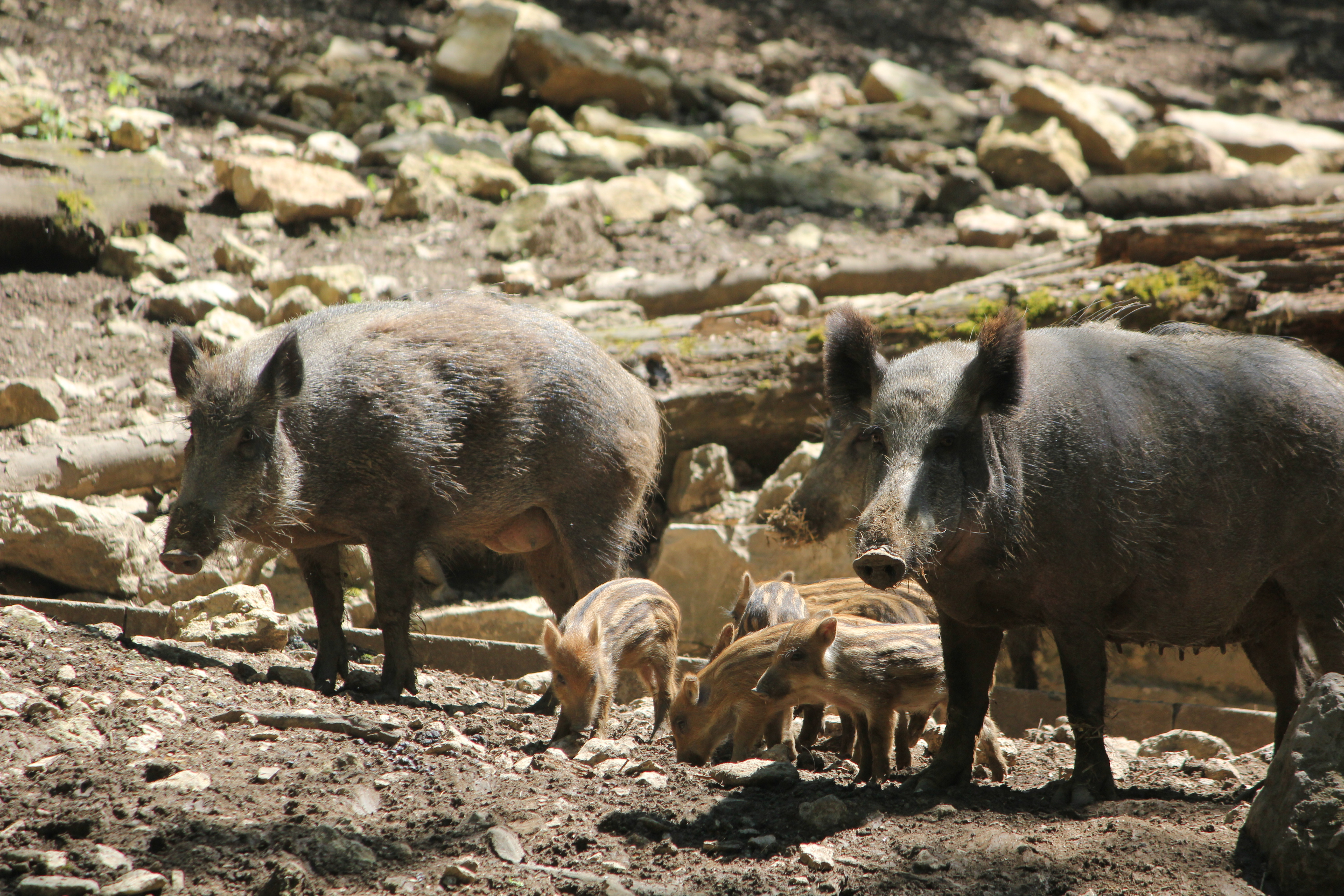
Wildschweine mit Frischlingen
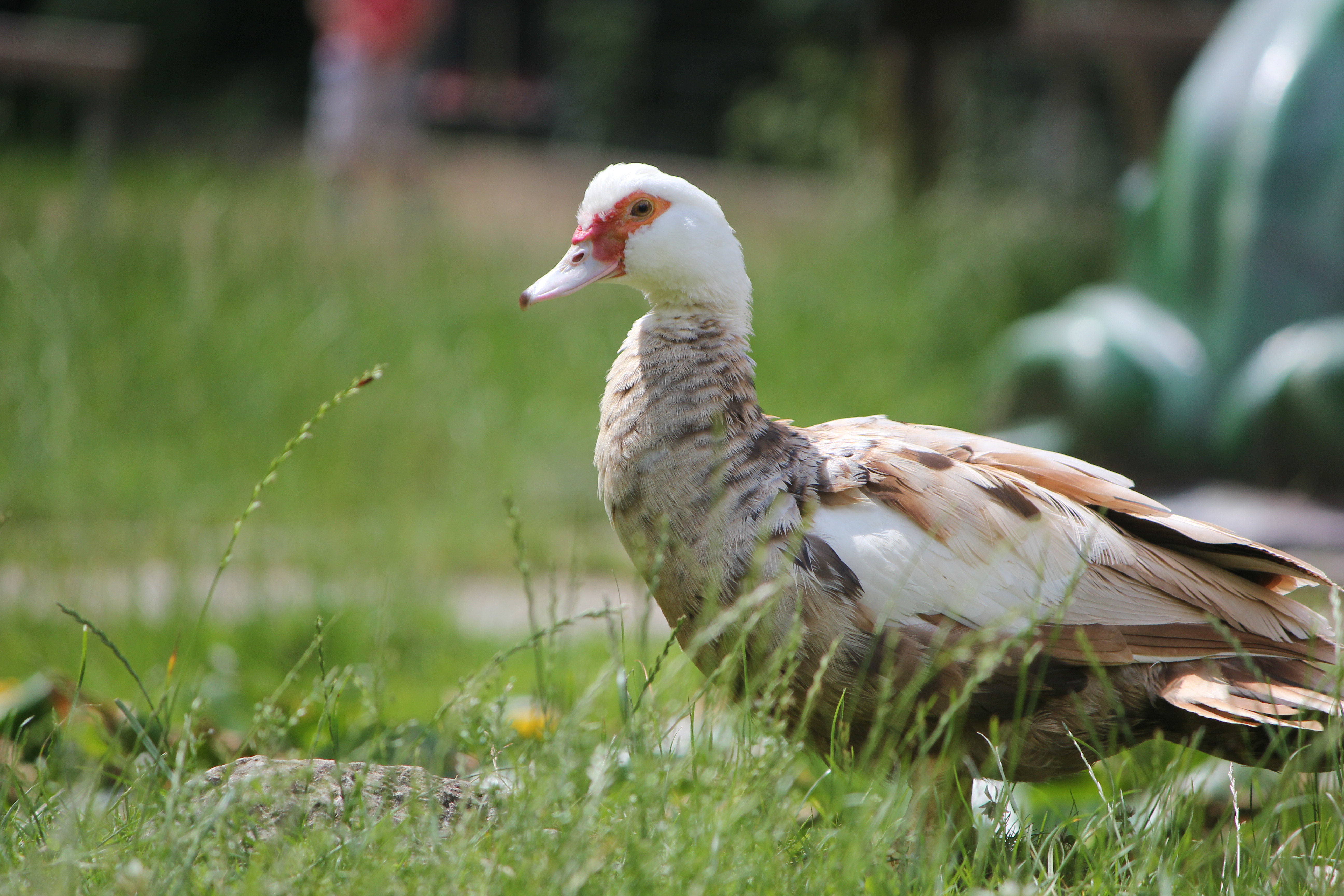
Warzenente
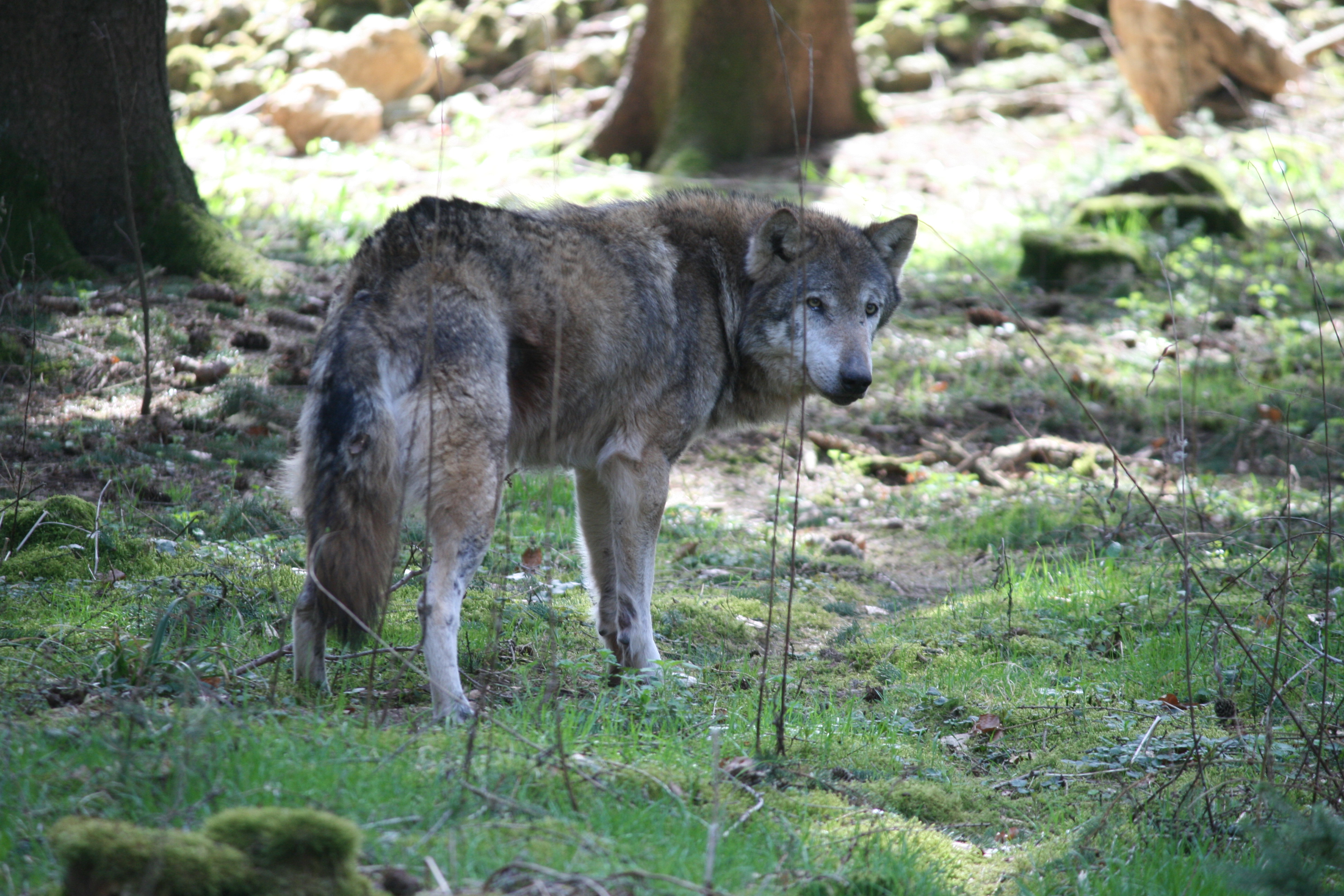
Wolf
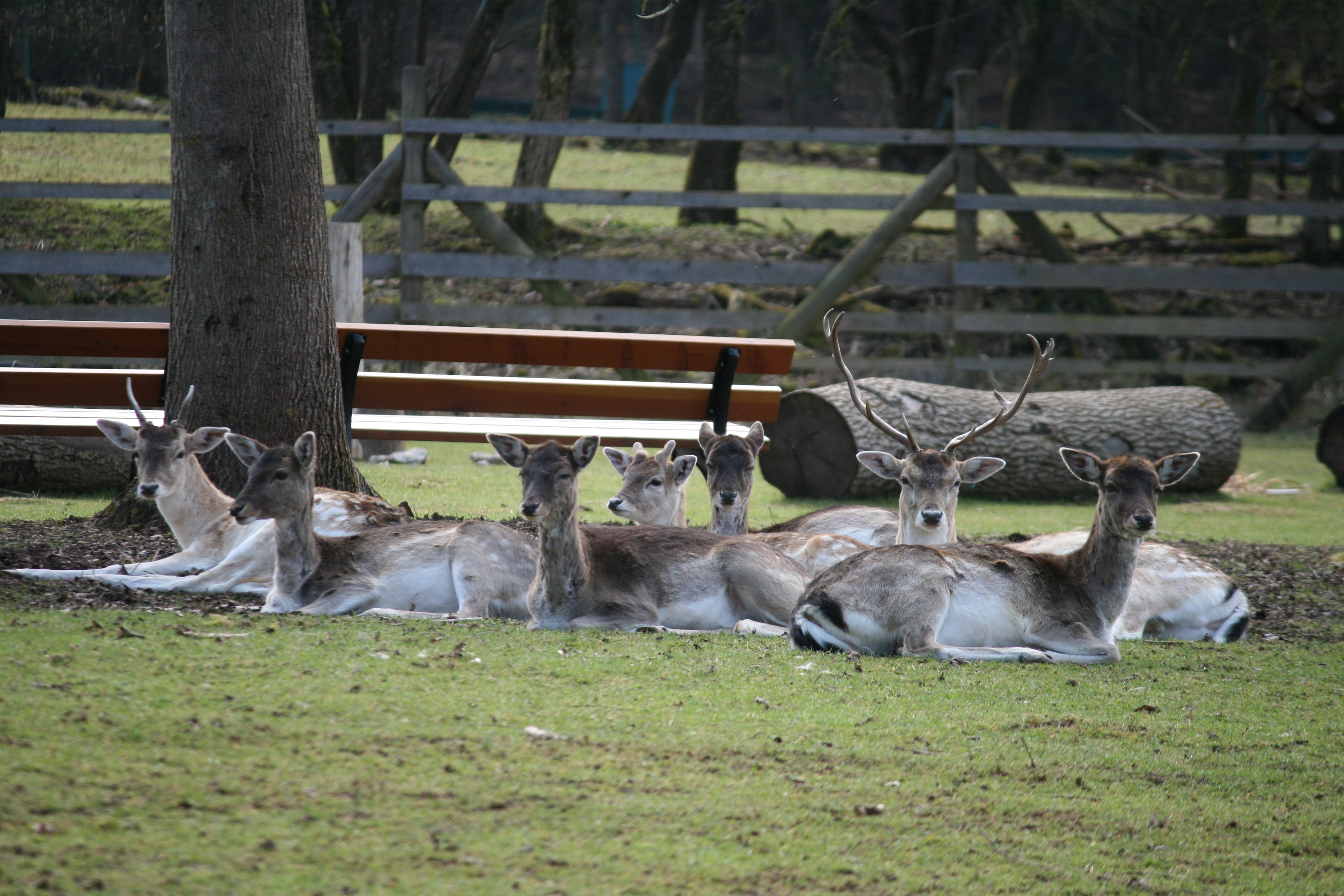
Damwild

## Umweltbildung

### Grünes Klassenzimmer

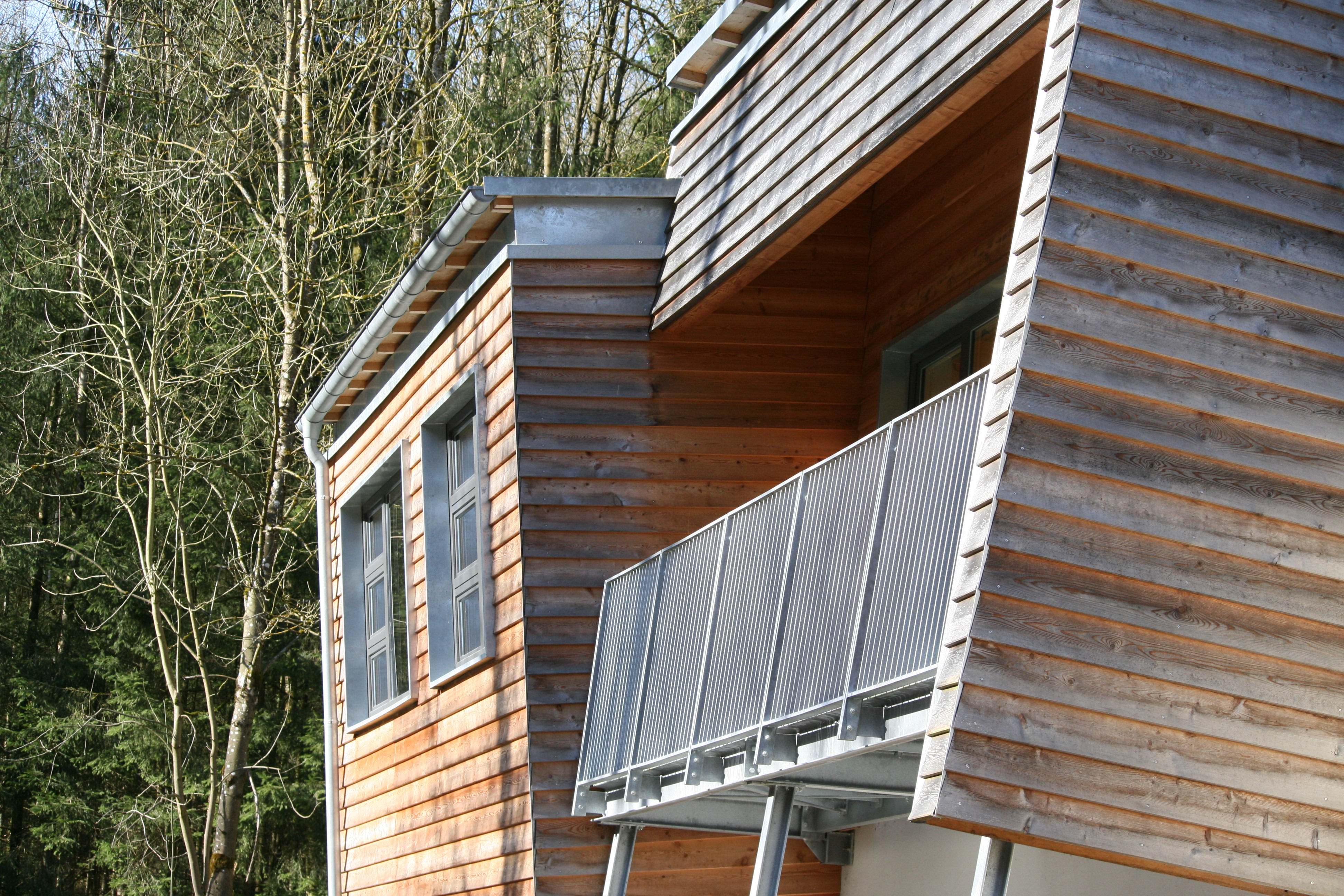
Grünes Klassenzimmer im Wildpark Hundshaupten

Seit Oktober 2015 gibt es das „Grüne Klassenzimmer“ im Wildpark Hundshaupten mit dem Ziel, die Umweltbildung zu fördern.
Das Grüne Klassenzimmer ist sowohl als konkreter Raum für Kurse u. Ä. zu verstehen als auch als Idee, dass der gesamte Wildpark als Lernort zu begreifen ist und Lernen eigentlich immer stattfindet. Das Bewusstsein für die Notwendigkeit des Schutzes der natürlichen Ressourcen soll durch eigenständiges Forschen und Entdecken entwickelt werden.
Unter dem Prinzip „Bildung in Bewegung“ richtet sich das Angebot des Grünen Klassenzimmers an Besucher des Wildparks, Kinder, Jugendliche und Erwachsene.
Es existiert ein eineinhalb Kilometer langer, pädagogisch aufbereiteter Lehrpfad. Geplant ist eine weitere kindgerechte Aufbereitung der Informationsmöglichkeiten im Wildpark.
Im Bereich Erwachsenenbildung werden die Themen Umwelt- und Klimaschutz in offenen Veranstaltungen, bei Vorträgen, Workshops und Ausstellungen behandelt.

### Umweltpädagogische Führungen
In Rahmen von Erlebnisführungen für Kinder und Erwachsene werden individuell abgestimmte Touren durch den Wildpark angeboten.